# Congrhynchus talabonoides
Congrhynchus talabonoides är en fiskart som beskrevs av Fowler, 1934. Congrhynchus talabonoides ingår i släktet Congrhynchus och familjen havsålar. Inga underarter finns listade i Catalogue of Life.